# Coleophora vitisella
Coleophora vitisella é uma espécie de mariposa do gênero Coleophora pertencente à família Coleophoridae.